# Notoplatynus

Notoplatynus  (лат.) — род нелетающих жужелиц из подсемейства Harpalinae (Carabidae). 1 или 2 вида.

## Распространение
Остров Норфолк, расположенный в Тихом океане между Австралией, Новой Каледонией и Новой Зеландией.

## Описание
Среднего размера жуки-жужелицы, длина около 1 см. Основная окраска тела чёрная, блестящая. Нелетающие (задние крылья остаточные). Тело широкое, выпуклое. Голова с двумя супраорбитальными сетами с каждого бока. Вершины надкрылий невооружённые. Пронотум шире головы, поперечный.

## Систематика
Род был описан в ходе ревизии фауны жужелиц острова Норфолк, проведённой в 1985 году колеоптерологом Барри П. Муром (Barry P. Moore) и первоначально включён в трибу Anchomenini (Agonini). В настоящее время отнесён к трибе Platynini подсемейства Harpalinae. Типовой вид был назван в честь американского зоогеографа Филипа Дарлингтона (Philip J. Darlington, Jr.; 1904—1983).
- Notoplatynus darlingtoni Moore, 1985
- ? Notoplatynus hilaris (Olliff, 1889) — вид, описанный с вулканического острова Лорд-Хау (Австралия) более века тому назад под названием Colpodes hilaris, возможно, также относится к этому роду[1].